# Igor Novikov (joueur d'échecs)
Pour le cosmologiste, voir Igor Novikov.
Igor Aleksandrovitch Novikov est un joueur d'échecs soviétique, puis ukrainien et américain né le 23 mai 1962. Grand maître international depuis 1990, il a remporté le championnat d'Ukraine en 1989.

## Compétitions par équipe
Novikov a représenté l'Ukraine lors des olympiades de 1992 et 1996, ainsi que les États-Unis lors de l'olympiade de 2004 (4e par équipe). Lors l'olympiade d'échecs de 1996, il jouait au quatrième échiquier et remporta la médaille d'argent par équipe avec l'Ukraine. Lors du championnat d'Europe d'échecs des nations de 1992, il remporta la médaille d'argent par équipe avec l'Ukraine.
Il a également participé aux championnats du monde par équipes de 1997 (l'Ukraine finit cinquième sur dix équipes) et 2005 (les États-Unis furent cinquième).

## Palmarès
Novikov a remporté les tournois de 
- Sebastopol 1986
- Lviv 1986
- Kherson 1989 (championnat d'Ukraine et demi-finale du championnat d'URSS, ex æquo avec Guennadi Kouzmine)
- Polanica-Zdrój 1989 (mémorial Rubinstein)
- Alouchta 1992
- Anvers 1995 (ex æquo avec Ivan Sokolov, devant Viktor Kortchnoï)
- Le Caire 1997
- New York 2001 (Smartchess international et  Mayor's Cup)
- le championnat du Marshall  Chess Club à New York en 2002.

Il finit premier ex æquo du World Open de Philadelphie en 1999 et de l'open de Chicago en 1998 et 2005.
En 1984, lors de la finale du championnat d'échecs d'URSS, Igor Novikov finit à la 5e-8e place avec 9 points sur 17.